# Provincia del Ranco
La provincia del Ranco è una provincia della regione di Los Ríos nel Cile centrale. Il capoluogo è la città di La Unión.
Al censimento del 2002 possedeva una popolazione di 97.153 abitanti.

## Geografia antropica

### Suddivisioni amministrative
La provincia è divisa in 4 comuni:
- La Unión
- Futrono
- Río Bueno
- Lago Ranco